# Ruth Davidson
Ruth Elizabeth Davidson (Edimburgo, 10 de noviembre de 1978) es una política escocesa. Fue lideresa del Partido Conservador Escocés de 2011 a 2019 y líder del partido en el Parlamento Escocés de 2020 a 2021. Se desempeñó como miembro del Parlamento por Glasgow de 2011 a 2016 y por Edimburgo de 2016 a 2021. Tras su salida se convirtió en miembro de la Cámara de los Lores desde 2021.

## Primeros años y carrera
Davidson estudió literatura inglesa en la Universidad de Edimburgo, donde obtuvo una maestría en letras. Después de graduarse, se unió al Glenrothes Gazette como periodista en prácticas. Más tarde se trasladó a Kingdom FM, y a finales de 2002 se unió a BBC Scotland, donde trabajó como periodista de radio, productora, presentadora y reportera. Dejó la BBC en 2009 para estudiar desarrollo internacional en la Universidad de Glasgow.

## Carrera política
En 2009, después de haber dejado la BBC para estudiar en la Universidad de Glasgow, Davidson se unió al Partido Conservador. Dijo que se sintió inspirada por un llamado de David Cameron, el entonces líder de la oposición, a raíz del escándalo de gastos parlamentarios del Reino Unido, para que personas que nunca antes habían participado en política se involucraran en ella. El director de comunicaciones del Partido Conservador Escocés, Ramsay Jones, la animó a unirse al partido y presentarse como candidata al escaño de la Cámara de los Comunes de Glasgow en las elecciones parciales de 2009, que fueron provocadas por la renuncia del diputado laborista y presidente de la Cámara, Michael Martin. Davidson quedó en tercer lugar, con 1075 votos (5,2% de los votos).
Desde principios de 2010 hasta marzo de 2011, trabajó como jefa de la oficina privada de la entonces líder conservadora escocesa, Annabel Goldie. Davidson se presentó nuevamente en las elecciones generales de 2010 y obtuvo el cuarto lugar con 1569 votos (5,3% de los votos).
En las elecciones al Parlamento Escocés de 2011, ella participó en el distrito electoral de Glasgow Kelvin, y resultó elegida para el Parlamento Escocés. Tras las elecciones, Goldie la nombró portavoz del partido Conservador para Cultura y Relaciones Exteriores.

### Liderazgo del Partido Conservador Escocés

#### Candidatura electoral
Tras un pobre resultado para su partido en las elecciones, Annabel Goldie dimitió como líder del Partido Conservador Escocés el 9 de mayo de 2011. Davidson decidió competir en las elecciones internas para el liderazgo del partido. En septiembre de 2011, Davidson despidió a su agente electoral y asistente parlamentario, Ross McFarlane, quien había sido filmado intentando quemar una bandera de la Unión Europea en una calle de Glasgow después de una cena del Día de San Andrés de la Asociación Conservadora Universitaria en noviembre de 2010.  El 5 de octubre de 2011, el director de comunicaciones del Partido Conservador Escocés, Ramsay Jones, fue suspendido de sus funciones durante la contienda por el liderazgo, después de que se revelara que se había reunido con Davidson y su equipo de campaña en su apartamento el domingo 18 de septiembre.
Posteriormente, Davidson ganó las elecciones internas y se convirtió en la lideresa de los conservadores escoceses el 4 de noviembre de 2011. Ella obtuvo 2278 votos de primera preferencia de los 5676 votos emitidos, después de que se contaron los votos de segunda preferencia, ganó por 2983 votos frente a los 2417 de Murdo Fraser. Esto provocó cierto descontento dentro del partido, que causo renuncias de militantes y críticas por parte de donantes.

#### Liderazgo temprano

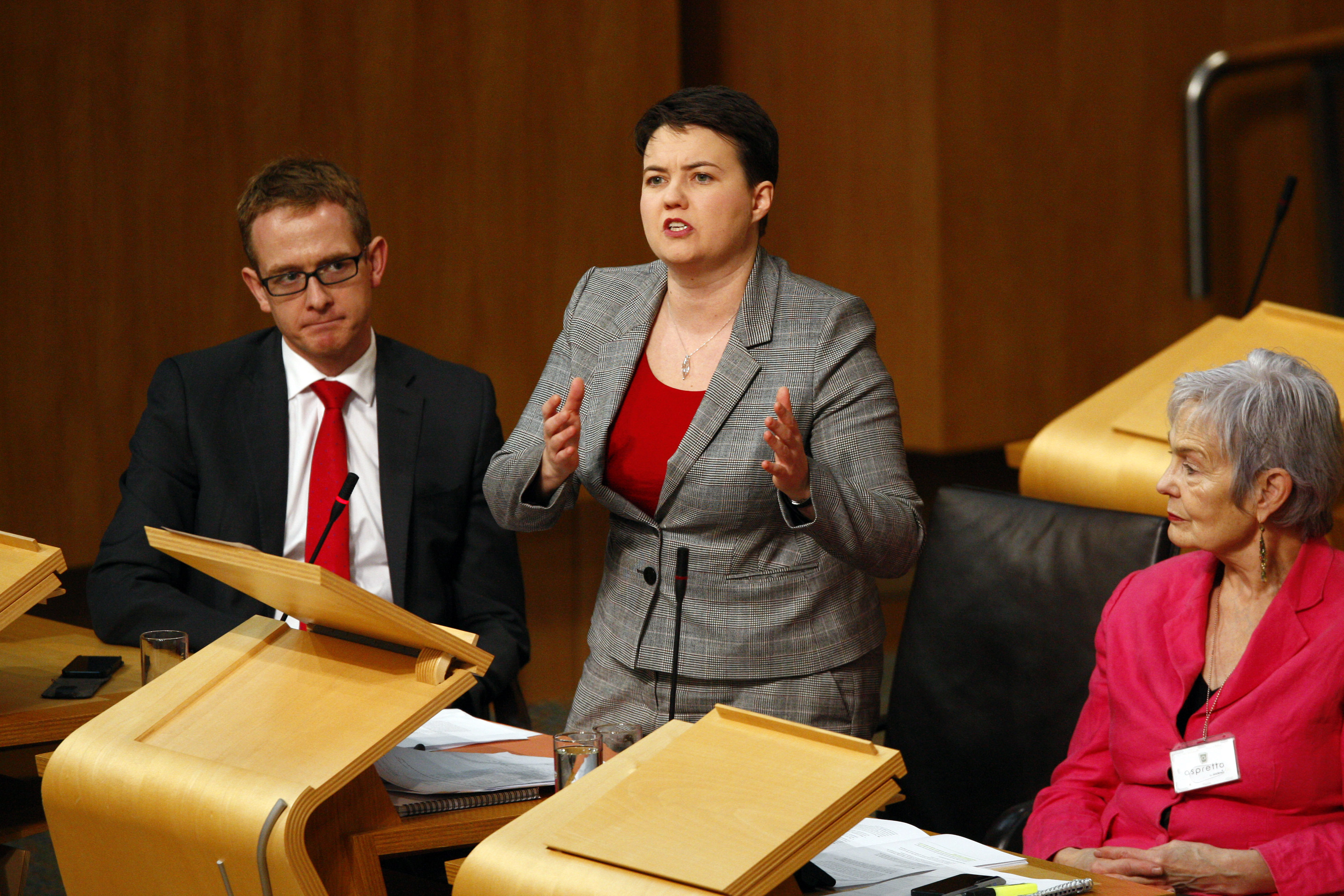
Davidson como líder de la oposición.

En su primer discurso como líder, Davidson anunció la introducción de un nuevo logotipo para los conservadores escoceses que presenta una cruz de ocho puntas, argumentando que era "distintivamente escocés pero con colores que reflejan claramente nuestro orgullo por el Reino Unido". En su primera prueba electoral, las elecciones locales de 2012, los conservadores escoceses perdieron escaños, lo que generó preocupación en el partido. Según Ian Leslie de New Statesman, los primeros años del liderazgo de Davidson fueron difíciles. David Torrance escribió que, tras un año en el cargo, Davidson "tenía poco que mostrar en términos de desarrollo de políticas, dirección estratégica o encuestas de opinión".
Davidson comenzó a "modernizar" la postura del partido siguiendo el modelo de los cambios que Cameron también estaba realizando en ese momento. Expresando apoyo a una mayor descentralización y al matrimonio igualitario. En las elecciones europeas de 2014, los conservadores aumentaron modestamente su porcentaje de votos en Escocia, mientras que perdieron apoyo en el resto del país.

#### Referéndum de independencia de Escocia de 2014
En 2014 hizo campaña por el "no", expresando la opinión de que la independencia de Escocia pondría en peligro el "maravilloso desorden de estas islas". Ian Leslie sostiene que el referéndum le dio a Davidson la oportunidad de convertirse en una figura importante en la política escocesa, y que ella era capaz de presentar argumentos convincentes incluso en aspectos de la política del Reino Unido que no eran populares en Escocia, como el Trident.
Cuando Alex Salmond renunció como Primer Ministro de Escocia, Davidson se postuló para sucederlo. Ella sabía que la mayoría del SNP aseguraba que Nicola Sturgeon se convertiría en primera ministra. Sin embargo, sintió la necesidad de ofrecer "una visión alternativa de Escocia". Davidson recibió 15 votos contra 66 de Sturgeon.  David Torrance sostiene que ella inició una estrategia para intentar atraer a los votantes del "No" basándose en su voto. Davidson calificó a Sturgeon de "negacionista" del referéndum e insinuó que quería otra votación en un futuro próximo. Los conservadores escoceses no mejoraron sus índices de popularidad en los seis meses posteriores al referéndum y en las elecciones generales de 2015 el porcentaje de votos de los conservadores cayó ligeramente en Escocia.

#### Referéndum de la UE de 2016
Antes del referéndum sobre la pertenencia del Reino Unido a la Unión Europea, celebrado el 23 de junio de 2016, hizo campaña contra la retirada británica de la Unión Europea. El 21 de junio de 2016, participó en el debate de la BBC en el Wembley Arena, como panelista de la campaña "Remain" con Frances O'Grady y el alcalde de Londres, Sadiq Khan. Sus oponentes fueron el ex alcalde de Londres y diputado conservador Boris Johnson, la diputada laborista Gisela Stuart y la diputada conservadora Andrea Leadsom, quienes defendieron la campaña a favor del Brexit en un debate interpartidario. Davidson criticó a otros conservadores que apoyaban el Brexit. Ian Leslie sostiene que «Davidson logró algo que nadie más hizo: logró que los argumentos a favor de la permanencia en la UE sonaran emocionantemente justos» y que su actuación llevó a que observadores fuera de Escocia la vieran como una figura importante en la política británica. El comentarista Martin Kettle escribió que David Cameron estaba haciendo planes para trasladar a Davidson al Parlamento del Reino Unido si hubiera ganado el referéndum para posicionarla como su sucesora.
En el referéndum, el 52% de los votantes británicos decidieron abandonar la Unión Europea, mientras que el 62% del electorado escocés que emitió su voto apoyó la permanencia en la UE. Años después, Davidson reflexionó: «Resulta que éramos un 4% insuficientes, pero para estas cosas el mundo gira, y nunca me perdonaré del todo por no haber conseguido ese 4%».  Tras el anuncio del resultado, la primera ministra Nicola Sturgeon sugirió que el cambio constitucional que traería consigo justificaba la necesidad de un segundo referéndum sobre la independencia de Escocia, pero Davidson dijo que esta no sería la respuesta a las preocupaciones planteadas por la perspectiva de abandonar la Unión Europea : «Los 1,6 millones de votos emitidos en este referéndum a favor de la permanencia no borran los dos millones de votos que se emitieron hace menos de dos años». También pidió a los gobiernos del Reino Unido y de Escocia que trabajaran juntos y priorizaran la "estabilidad". 
En la contienda por el liderazgo conservador desencadenada por la renuncia del primer ministro David Cameron, Davidson dio su respaldo a la ministra del Interior, Theresa May, para sucederlo como líder del Partido Conservador y primera ministra, describiendo a May como "una persona adulta [que está] en la mejor posición para navegar las aguas turbulentas que se avecinan". Davidson fue nombrado miembro del Consejo Privado el 13 de julio de 2016. En la Conferencia del Partido Conservador de 2016, Davidson advirtió a su partido que "los inmigrantes deberían sentirse bienvenidos en el Reino Unido" y que "el partido no debería virar hacia la derecha tras la implosión del Partido Laborista". Argumentó que Gran Bretaña debería buscar acceso al Mercado Único Europeo incluso si eso significaba aceptar la libertad de movimiento recíproca.

#### Elecciones de 2016 y 2017

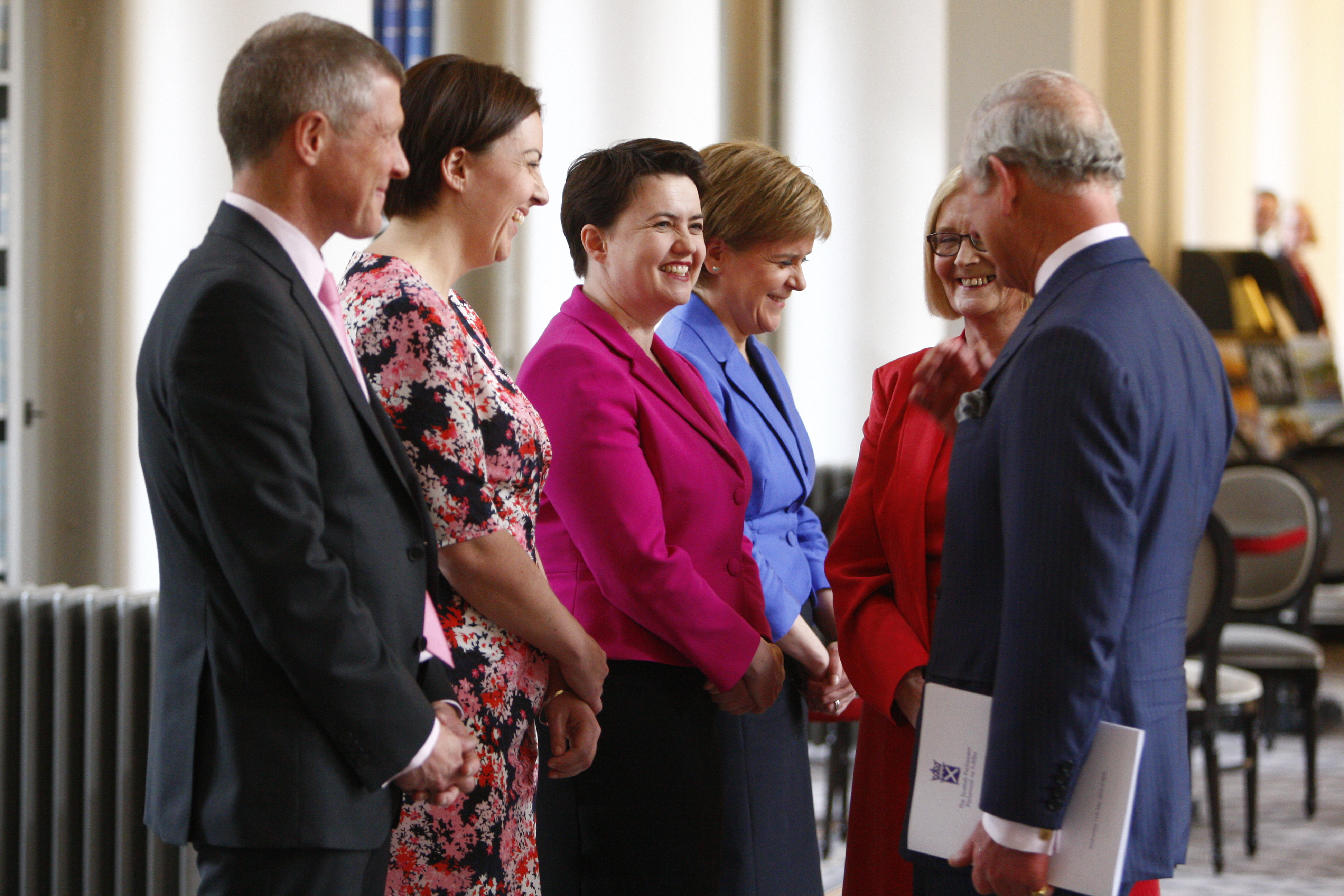
Davidson junto al entonces príncipe Carlos en 2016.

En 2016 y 2017, Davidson tuvo altos índices de aprobación en Escocia y muchos votantes la vieron como un tipo inusual de conservadora.  El comentarista político Stephen Bush argumentó que las consecuencias del referéndum sobre la independencia de Escocia dieron a Davidson la oportunidad de posicionarse a sí misma y a su partido como el "más firme defensor de la Unión". Esta, escribió, era una posición con un atractivo significativo entre un sector de votantes del Partido Laborista y del Partido Liberal Demócrata que apoyaban el "No" en un momento en que el Partido Laborista escocés estaba concentrado en minimizar sus pérdidas de partidarios del "Sí" ante el SNP. Bush opinaba que esto contribuyó a los avances electorales conservadores en Escocia durante los siguientes años. 
Davidson lideró a los conservadores escoceses en las elecciones al Parlamento escocés de 2016, donde el partido duplicó su número de escaños en el Parlamento escocés a 31, reemplazando al Partido Laborista como el segundo partido más grande en Holyrood detrás del Partido Nacional Escocés.  En la elección, Davidson, que anteriormente había sido miembro del Parlamento escocés por lista, también ganó el distrito electoral de Edimburgo frente al SNP con 10 399 votos. En reacción al resultado, Davidson declaró: «No me hago ilusiones de que todos los que votaron por mí en ese escaño sean conservadores de pura cepa, y tampoco lo son en otros lugares de Escocia. Son personas que quieren que hagamos una labor muy específica: exigir cuentas al SNP».  Tras el éxito de los Conservadores Escoceses en las elecciones escocesas de 2016, en las que el partido duplicó su número de diputados escoceses, un artículo del Guardian señaló que «algunos en Westminster la ven como una posible futura líder, que podría ampliar el atractivo del partido y ayudar a combatir la percepción de que está del lado de los privilegiados».  Sin embargo, Davidson desestimó la sugerencia en una entrevista con la revista The House, describiendo el papel de Primer Ministro como "el trabajo más solitario del mundo". 
En las elecciones locales de 2017, los conservadores escoceses lograron sus mejores resultados, ganando 164 escaños, incluidos algunos éxitos sorprendentes en barrios de clase trabajadora como Calton en el East End de Glasgow y Ferguslie Park en Paisley (el distrito más desfavorecido del Reino Unido). En las elecciones generales de 2017, los conservadores ganaron 13 escaños en Escocia, su mejor resultado desde 1983. En una elección que no parecía tan bien para los conservadores en el resto del país, los comentaristas vincularon sus éxitos en Escocia con Ruth Davidson personalmente.

#### Renuncia
A principios de 2018, algunas encuestas indicaron que el apoyo a los conservadores escoceses estaba cayendo. Ese año, Davidson descartó presentarse a futuras elecciones de liderazgo, alegando que valoraba demasiado su salud mental. También hizo comentarios sobre el proceso del Brexit, defendiendo la retirada británica de la Política Pesquera Común y oponiéndose a una frontera dura en el Mar de Irlanda. Sus oponentes la criticaron por oponerse a la introducción de pruebas en la escuela primaria en Escocia cuando se habían incluido en el manifiesto de 2016 de los conservadores escoceses. Davidson pasó gran parte de finales de 2018 y principios de 2019 en licencia de maternidad, tiempo durante el cual se mantuvo en gran medida en silencio sobre política.
David Torrance sostiene que los últimos meses de su liderazgo fueron difíciles para Davidson. En las elecciones europeas de 2019, los conservadores obtuvieron el 12% de los votos en Escocia, una cifra superior a la de otros lugares, pero inferior a la de 2014. En las elecciones de liderazgo conservador de 2019, Davidson apoyó a los oponentes de Boris Johnson, pero dijo que "trabajaría con" él. En julio de 2019, Boris Johnson se convirtió en primer ministro. Una figura que Davidson había criticado y ridiculizado en años anteriores.  Se opuso a un Brexit sin acuerdo, en oposición a la posición de Johnson en ese momento. A Davidson se le preguntó sobre la idea de que los conservadores escoceses se dividieran en un partido separado, pero dijo que un "modelo alemán CDU-CSU" no era algo que ella apoyara. Aunque Torrance también expresó la opinión de que los conservadores escoceses experimentaron una mejora en su suerte cuando el Ministro de Hacienda en la sombra, John McDonnell, dijo que el Partido Laborista no bloquearía un segundo referéndum sobre la independencia de Escocia .
El 29 de agosto de 2019, Davidson dimitió, citando varias razones políticas y personales para su decisión de renunciar como lideresa del partido. 

### Cámara de los Lores
En julio de 2021, Davidson ingresó a la Cámara de los Lores como baronesa Davidson de Lundin Links. Pronunció su primer discurso el 22 de octubre de 2021, cuando apoyó el proyecto de ley de muerte asistida de la baronesa Meacher.

## Vida personal
El 18 de febrero de 2015, Davidson apareció en una transmisión electoral del partido en la que se la vio con su pareja del mismo sexo, Jen Wilson, una mujer irlandesa de 33 años del condado de Wexford .   Davidson anunció su compromiso con Wilson en mayo de 2016, después de proponerle matrimonio durante unas vacaciones en París .   El 26 de abril de 2018, Davidson anunció que había quedado embarazada después de recibir un tratamiento de FIV y que ella y Wilson estaban "emocionados" de estar esperando su primer hijo.   El 26 de octubre, Davidson dio a luz a un niño en el Hospital Real de Edimburgo. Vive en North Berwick, East Lothian.
En una entrevista de 2015 con BBC Radio Scotland, Davidson habló sobre su lucha con su sexualidad: "Luché con ello durante varios años, de hecho, antes de admitirlo ante mí misma, y mucho menos ante nadie más. Pero llega un punto en el que tomas una decisión y esa decisión es que o vas a vivir una mentira por el resto de tu vida, o vas a confiar en ti misma, y eso es lo que tuve que hacer". En sus memorias, publicadas en 2018 y serializadas por The Sunday Times Magazine, Davidson escribe sobre su lucha con problemas de salud mental en la adolescencia, algo que, según ella, se desencadenó por el suicidio de un niño en su pueblo. Ella ha dicho que estas luchas casi la disuadieron de postularse para el liderazgo.